# アピオース-1-レダクターゼ
アピオース-1-レダクターゼ（apiose 1-reductase）は、次の化学反応を触媒する酸化還元酵素である。
D-アピトール + NAD+ {\displaystyle \rightleftharpoons } D-アピオース + NADH + H+
すなわち、この酵素の基質はD-アピトールとNAD+、生成物はD-アピオースとNADHとH+である。
組織名はD-apiitol:NAD+ 1-oxidoreductaseで、別名にD-apiose reductase, D-apiitol reductaseがある。